# Bernd Korzynietz
Bernd Korzynietz (* 8. September 1979 in Würzburg) ist ein ehemaliger deutscher Fußballspieler.

## Karriere

### Vereine
Der ehemalige Abwehrspieler, der in seiner Jugend beim TSV Güntersleben spielte und 1995 für ein Jahr in der Jugend des 1. FC Schweinfurt 05, startete seine Profikarriere im Jahre 1996. In Schweinfurt spielte er bis 1999, bis er zum damaligen Zweitligisten Borussia Mönchengladbach wechselte. Dort blieb er sechs Jahre lang und stieg 2001 mit dem Verein in die Bundesliga auf. In Mönchengladbach wurde er zuerst als Stürmer eingesetzt, bis ihn Ewald Lienen zum Außenverteidiger umschulte.
Zur Saison 2005/06 wechselte er zum Bundesligisten Arminia Bielefeld, für den er fester Bestandteil in der Vierer-Abwehrkette wurde. Nachdem Korzynietz seinen Stammplatz eingebüßt hatte und zuletzt auf die Tribüne verbannt worden war, wurde sein bis 2009 gültiger Vertrag vorzeitig aufgelöst, und er wechselte zum VfL Wolfsburg. Doch auch in Wolfsburg wurde er nicht glücklich und bestritt nur zwei Einsätze für die 2. Mannschaft. Deshalb wechselte er im Januar 2009 zum Zweitligisten MSV Duisburg. Sein Vertrag, der im Juli 2010 auslief, wurde nicht verlängert, so dass er an dem Camp der VDV für arbeitslose Fußballer teilnahm.

### Nationalmannschaft
Korzynietz spielte zwischen 2002 und 2004 fünfmal im Team 2006, der Perspektivmannschaft des DFB und erzielte zwei Tore. Zudem war er von 1999 bis 2001 15-mal in der U-21-Nationalmannschaft aktiv, allerdings ohne dabei ein Tor zu schießen.

## Trainerkarriere
Nach seiner aktiven Karriere erwarb er erst den UEFA B Level (ehemalige B-Lizenz) und darauffolgend den UEFA A Level (ehemalige A-Lizenz).
Zudem ist er zertifizierter Kinetik-Trainer.
Bei der SG Wattenscheid 09 trainierte er in der Saison 2016/17 die U10-Jugendmannschaft, wo auch sein zweitgeborener Sohn Steven spielte. Sein erstgeborener Sohn Jaden spielt seit der Saison 2024/2025 bei der 2. Mannschaft von Eintracht Frankfurt.

## Erfolge
- Aufstieg in die erste Bundesliga 2000/01 mit Borussia Mönchengladbach.

## Sonstiges
Bernd Korzynietz ist Vater von zwei Söhnen und einer Tochter, mit denen er seit 2010 in Wattenscheid lebt. Er absolvierte zwischen Herbst 1996 und Sommer 1999 eine Ausbildung zum Fachangestellten für Arbeitsförderung beim Arbeitsamt Würzburg. Bernd Korzynietz wird von seinen Fans auch „Kozze“ genannt.